# Wild Bill Hickok
James Butler Hickok (27 de mayo de 1837 - 2 de agosto de 1876), llamado Wild Bill ("Bill el Salvaje"), hijo de William Alonzo y Polly Butler Hickok, fue un explorador, aventurero, jugador, pistolero y alguacil de los Estados Unidos.
James Hickok nació en el seno de una familia bautista que no veía con buenos ojos las aficiones del joven por las armas y las peleas. Aunque hizo lo que pudo por ayudar al mantenimiento de la granja familiar, su padre siempre le vio como un soñador que no dejaba de pensar en el romanticismo del Viejo Oeste estadounidense.
En 1855, Hickok comenzó a trabajar como conductor de diligencia, un empleo duro y de mucho riesgo. Perseguido por la ley, se hizo llamar Bill Hickok, para poder hacerse pasar por su hermano William en caso de apuro. Pronto fue conocido como Wild Bill ("Bill el Salvaje"). Tras esa etapa, James Butler Hickok, ya definitivamente llamado Bill, solicitó y obtuvo cargos de comisario en pueblos de Nebraska y Kansas. Combatió en el ejército de la Unión, y tras la guerra adquirió cierta fama como explorador, tirador y tahúr profesional. Entre sus actividades como sheriff y su pasión por el juego, Hickok estuvo implicado en numerosos tiroteos, hasta que finalmente murió asesinado durante una partida de póker en un saloon de Deadwood (Territorio de Dakota), a manos de un jugador resentido llamado Jack McCall, quien le disparó un tiro en la nuca. Según la leyenda, en el momento de ser asesinado tenía una doble pareja de ases y ochos; desde entonces, esta jugada es conocida como "la mano del muerto". Su apodo ("Wild Bill", que significa "Bill el Salvaje") ha inspirado multitud de apodos similares en otros personajes también llamados William (aunque, en realidad, este no era su nombre), que han destacado por su arrojo en sus respectivas áreas. El caballo de Hickok se llamaba Black Nell, y sus armas favoritas fueron dos revólveres Colt 1851 Navy con empuñadura de marfil, aunque casi siempre utilizó otras en los duelos que le hicieron célebre.

## Vida y carrera

### Juventud
Wild Bill Hickok nació con el nombre de James Butler Hickok en Homer, actual Troy Grove, Illinois, el 27 de mayo de 1837. En el lugar donde nació se levanta actualmente el Wild Bill Hickok Memorial, un edificio declarado patrimonio cultural bajo el amparo de la Agencia de Preservación Histórica de Illinois. Durante su niñez, la granja de su padre era una de las paradas del Ferrocarril subterráneo (Underground Railroad), una red clandestina organizada para ayudar a los esclavos a escapar de las plantaciones del sur hacia estados libres. Allí aprendió a disparar, protegiendo con su padre la granja de los cazadores de esclavos; Hickok manifestó su habilidad para el tiro desde una edad muy temprana.
En 1855, con 18 años, Hickok se desplazó al territorio de Kansas a raíz de una pelea con Charles Hudson, que resultó con ambos contendientes cayendo a un canal. Pensando erróneamente que había matado a Hudson, Hickok huyó y se unió al ejército de vigilantes del Estado Libre del general Jim Lane (conocido popularmente como The Red Legs, "Los piernas rojas"). Allí conoció a un jovencísimo William Cody, quien con el tiempo sería conocido como Buffalo Bill. En aquel momento tenía 12 años y trabajaba como explorador para el ejército de Johnston en la Guerra de Utah. A los 21 años, Hickok fue elegido policía de Monticello Township.
Debido a "su nariz en pendiente y su protuberante labio superior", Hickok fue apodado por entonces "Duck Bill". En 1861, tras un incidente con los McCanlers, y ya con su característico mostacho, empezó a ser conocido por su apodo más perdurable: "Wild Bill".

### Agente de la Ley
En 1857, Hickok reclamó una propiedad de 160 acres (65 hectáreas) en el condado de Johnson, Kansas (hoy convertido en la ciudad de Lenexa), donde junto a otros 3 voluntarios fue elegido policía de Monticello Township, condado de Johnson, el 22 de marzo de 1858. En 1859 se unió a la compañía de transportes Russel, Waddell & Majors como conductor. Al año siguiente fue gravemente herido por un oso y fue enviado a la estación de Rock Creek, en Nebraska -propiedad que la compañía había comprado hacía poco a David McCanles-, para trabajar durante su recuperación. En 1861 estuvo implicado en un tiroteo en la estación Rock Creek en el que se jugó la vida contra la banda de los McCanles, después de que David McCanles (40 años), su hijo William Monroe (12 años) y dos granjeros llamados James Woods y James Gordon se presentasen en la estación para exigir un segundo pago debido a una ampliación de las instalaciones. El hecho es aún objeto de discusión, pero se conservan las actas del juicio en el que Hickok, el jefe de estación Horace Wellman, su mujer, y un empleado (J. W. Brink) fueron absueltos por actuar "en legítima defensa". Según Joseph G. Rosa -uno de los principales biógrafos de Hickok- el disparo que abatió al mayor de los McCanles procedía del interior del edificio. Se desconoce quién realizó ese disparo, pero Rosa señala que Wellman tenía más de un motivo para matar a McCanles, una teoría que está reforzada por el propio testimonio del hijo de McCanles. Había también una mujer en la casa, presumiblemente armada con una escopeta. McCanles fue el primer hombre que Hickok declaró haber matado en duelo. Más adelante, y en varias ocasiones, Hickok tuvo que matar a algunas personas en duelo singular.

### Explorador durante la Guerra Civil

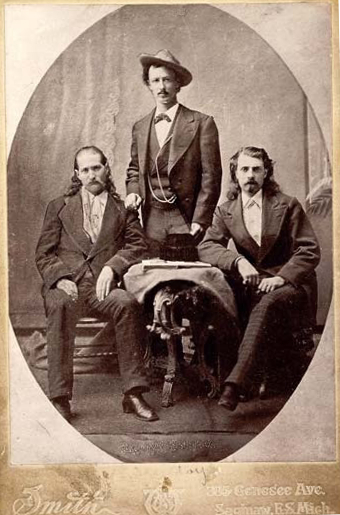
Wild Bill, Texas Jack Omohundro y Buffalo Bill Cody en 1873

Cuando estalló la Guerra Civil, Hickok se alistó en el ejército de la Unión, y sirvió durante un año, principalmente en Kansas y Misuri. Allí se labró una notable fama como explorador. Después de la guerra, Hickok se convirtió en explorador del renovado Ejército de los Estados Unidos, y durante algún tiempo fue marshal militar. Por aquel entonces ya era un jugador profesional, cuya fama le llevó a ser incluso entrevistado por Henry Morton Stanley en 1867. 
Durante la Guerra Civil, Buffalo Bill trabajó como explorador, junto a Robert Denbow, David L. Payne y el mismo Hickok. Después del conflicto, los cuatro amigos se dedicaron a la caza del bisonte. Payne finalmente se fue a Wichita, Kansas, en 1870; Denbow se le uniría un poco más tarde y Hickok se convirtió en sheriff de Hays, en ese mismo estado.
En 1873, Buffalo Bill Cody y Texas Jack Omohundro ofrecieron a Hickok unirse a los "Scouts of the Plains", una compañía organizada a raíz de su éxito anterior. Hickok y Texas dejarían el show, que se convertiría en 1882 en el Buffalo Bill's Wild West Show.

### Fama como agente de la ley
El 21 de julio de 1865 en la ciudad de Springfield (Misuri), Hickok mató a Davis Tutt, Jr. en un duelo singular. La ficción ha vuelto común ese tipo de duelos, basados en la velocidad a la que podía desenfundar un pistolero. Sin embargo, Hickok protagonizó de hecho el primer caso documentado de este tipo de pelea.
Hickok había conocido a Davis Tutt a principios de 1865, jugando a las cartas en esa misma ciudad. Tutt, que había luchado en la guerra civil en la Confederación, solía prestar dinero a Hickok durante sus timbas de póker. Aunque en un principio tuvieron buena relación, la tensión saltó entre ellos a causa de una mujer. Por otra parte, se dice que Hickok tuvo algún tipo de relación con la hermana de Tutt,[cita requerida] quizás con un niño como resultado,[cita requerida] hecho que indudablemente exacerbó el antagonismo surgido a raíz de la disputa por la entonces novia de Hickok, Susannah Moore.[cita requerida] El hecho es que Hickok se negó a seguir jugando a las cartas con Tutt, y este se vengó "financiando" a sus rivales en un intento por llevarle a la ruina económica.
Según la fuente más aceptada, la pelea se inició cuando Tutt estaba aconsejando a un oponente de Hickok durante una partida de cartas. Hickok tuvo una racha de buena suerte, y el frustrado Tutt le exigió la devolución de 40 dólares que le había prestado, a lo que Hickok no se negó. Tutt entonces exigió el pago de otros 35 dólares adeudados, petición a la que Hickok esta vez se negó, en tanto que tenía un documento firmado probando que la deuda ascendía a 25 dólares. Tutt tomó el reloj de Hickok, que estaba sobre la mesa, en concepto de pago de la deuda, a lo que Hickok reaccionó advirtiéndole de que no se lo pusiera; de hacer eso tendría que dispararle. Al día siguiente, a las 6 de la tarde, Tutt entró en la plaza mayor de la ciudad luciendo ostentosamente el reloj de Hickok. Este apareció por el otro extremo de la plaza, se encararon y dispararon casi a la vez. Tutt falló, pero la bala de Hickok atravesó el corazón de Tutt a una distancia de casi 68 metros. Tras tambalearse unos segundos, Tutt se desplomó muerto.
Hickok fue arrestado por asesinato dos días después; sin embargo, la acusación fue posteriormente reducida a homicidio involuntario. Fue liberado tras pagar una fianza de 2000 dólares, y su juicio se celebró el 3 de agosto de 1865. Al final del proceso, el juez Sempronius Boyd dio al jurado ciertas instrucciones contradictorias: De un lado, declaró ante el jurado que la condena era la única opción posible dentro del marco de la legalidad:

"La defensa no puede justificar que actuase en defensa propia si el acusado estaba deseando tener un duelo con el fallecido. Para considerar la legítima defensa debería poder probarse que el acusado demostró interés por esquivar el conflicto, recurriendo a todos los medios razonables para evitarlo. Si el fallecido y el acusado sostuvieron un duelo y se enfrentaron voluntariamente, y el acusado mató al fallecido, entonces es culpable de los cargos imputados, aunque el fallecido hubiese disparado primero."

Sin embargo, poco después les dijo que podían aplicar la ley tácita del "duelo justo", y absolverle:

"Que un hombre se vea amenazado justifica que no se quede de brazos cruzados hasta que sea demasiado tarde para ofrecer resistencia, y si el jurado cree que de las evidencias se infiere que Tutt era un hombre duelista y peligroso, y que Deft era sabedor de su carácter, y que Tutt en el momento de recibir el disparo estaba avanzando en su dirección con un arma desenfundada, y que Tutt había realizado previamente amenazas contra su vida...y que Deft disparó sobre Tutt sólo para evitar posibles lesiones, entonces el jurado debería absolverle."

El jurado le declaró finalmente no culpable, un veredicto que no fue muy popular en aquel momento.
Algunas semanas después, Hickok fue entrevistado por el coronel George Ward Nichols. La entrevista fue publicada en el Harper's New Monthly Magazine. Usando el nombre "Wild Bill" Hickok, el artículo citaba centenares de personas a las que Hickok había asesinado, entre otras informaciones exageradas. Se desató cierta polémica que acompañó a Hickok allá donde aparecía, y motivó que otros periódicos fronterizos redactasen diversas refutaciones. Según se desprende de otras fuentes, en aquel momento Hickok había matado a cinco personas (una por accidente), había participado en la muerte de otras tres, y herido a uno más.
En septiembre de 1865, Hickok quedó segundo en la elección de marshal de Springfield, Misuri. Dejó la ciudad y fue con una carta de recomendación hacia Fort Riley (Kansas), donde fue nombrado Marshal Diputado de los Estados Unidos. Era la época de las Guerras Indias, que tenían en las grandes llanuras su campo de batalla, por lo que Hickok actuó con frecuencia como explorador para el ejército del General Custer en el 7.º Regimiento de Caballería.

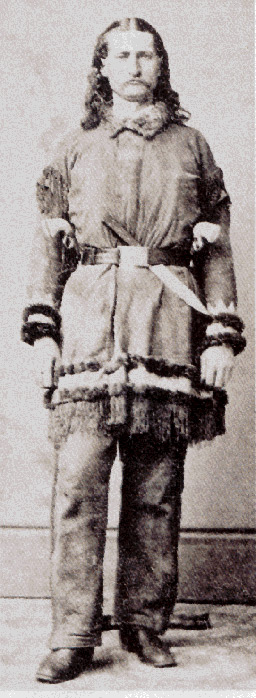
Hickok en 1869. Un cuchillo nunca se llevaba desenfundado: Es posible que fuese una aportación del propio fotógrafo. Aunque este tipo de trajes de piel suele aparecer en películas que representan épocas anteriores, en realidad Hickok fue uno de los primeros en llevarlos.

En 1867 Hickok regresó de los territorios fronterizos y se dirigió a las cataratas del Niágara, donde arrancó un espectáculo en el que exhibía su puntería. Hickok demostró ser un pésimo actor y regresó al Oeste. En 1868 presentó su candidatura para sheriff del condado de Ellsworth (Kansas), pero fue derrotado por el soldado retirado E. W. Kingsbury. Finalmente, fue elegido sheriff del condado de Ellis, en el mismo estado, el 23 de agosto de 1869. En su primer mes de ejercicio, Hickok mató a dos hombres en Hays, Kansas. El primero fue Bill Mulvey, quien sorprendió a Hickok sin tiempo a desenfundar. Hickok dirigió la mirada detrás de su rival y exclamó "¡No disparéis, chicos!", distrayendo momentáneamente a Mulvey y ganando el tiempo necesario para desenfundar y disparar. El segundo fue un vaquero local llamado Samuel Strawhun, quien sacó su revólver después que Hickok en un salón en donde el vaquero estaba causando problemas antes de que se presentase el sheriff.
El 17 de julio de 1870, también en Hays, Hickok se vio envuelto en un tiroteo con soldados irregulares que procedían del 7.º Regimiento de Caballería. Hickok causó un herido e hirió de muerte a otro, John Kyle. Más tarde Hickok no obtuvo la reelección. El 15 de abril de 1871 se convirtió en marshal de Abilene, Kansas, sucediendo en el cargo a Tom "Bear River" Smith, que había sido asesinado el 2 de noviembre de 1870. De cualquier modo, Hickok confraternizó con el forajido John Wesley Hardin, que pasaba por Abilene en 1871. En su biografía de 1895, publicada tras su muerte (19 años después de la de Hickok), Hardin afirmaba haber desarmado a Hickok utilizando una conocida treta durante un fallido intento de detención en un salón, causado por su negativa a ir desarmado. Esta historia se ha considerado generalmente apócrifa, o al menos bastante exagerada, pues Hardin fanfarroneaba sobre la imagen de Hickok indefenso cuando se sabe que era un mentiroso compulsivo, además de psicópata. De hecho, tenía idealizado a "Wild Bill" y se identificaba con él. Por otra parte, también se sabe que cuando un primo de Hardin, llamado Mannen Clements, estuvo encerrado por la muerte de dos vaqueros, Hickok aceptó la petición de Hardin para "arreglar" su evasión. 
Mientras trabajaba en Abilene, Hickok también tuvo un enfrentamiento con el propietario de un salón local llamado Phil Coe. Coe había sido el socio empresarial de un conocido pistolero llamado Ben Thompson, siendo copropietarios del Bulls Head Saloon local. El 5 de octubre de 1871, Hickok asistía a una pelea callejera desde cierta distancia, cuando se oyó la detonación de dos disparos realizados por Coe. Hickok le arrestó inmediatamente por disparar un arma dentro de los límites de la ciudad. Coe explicó que estaba disparando a un perro callejero pero repentinamente volvió su arma hacia Hickok, quien disparó primero, causándole la muerte. Hickok percibió cierto movimiento que se aproximaba desde su espalda, y con un rápido giro realizó dos disparos preventivos. De este modo alcanzó y mató accidentalmente al marshal Mike Williams, quien estaba acudiendo en su ayuda. Esta muerte accidental quedó para siempre en la memoria de Hickok. Existe otra descripción del tiroteo con Coe. Teophilus Little, alcalde de Abilene y propietario del aserradero local, llevaba un detallado registro de todos los hechos dignos de mención en una libreta que actualmente está en posesión de la Sociedad Histórica de Abilene. Escrito en 1911, Hickok aparece entre términos admirativos en una crónica del duelo que difiere considerablemente de la versión oficial:
«"Phil" Coe era de Texas, dirigía el "Bull's Head", un salón y un garito de juego, y vendía whiskey y almas de hombres. Un carácter tan vil como nunca encontré hizo que Wild Bill fuese odiado por Coe, quien asumió garantizar la muerte del marshall. No teniendo el valor de hacerlo por sí mismo, un día llenó a doscientos vaqueros de whiskey, con la intención de causarle problemas a Hickok, y con la esperanza de que en la confusión de un eventual tiroteo podría disparar al marshall. Pero Coe no contaba con el propio Hickok. Éste supo de su plan y le arrinconó, sus dos pistolas apuntándole al cuerpo. Justo en el momento en que iba a apretar el gatillo, un policía pasó corriendo entre la esquina donde estaba Coe y las armas de Hickok; las dos balas le alcanzaron, matándole instantáneamente. En un segundo, Hickok volvió a recargar y disparó al abdomen de Coe (quien tardaría casi dos días en morir) y, volviéndose rápidamente hacia la multitud de vaqueros borrachos: "¿Alguno de vosotros, amigos, quiere el resto de estas balas?". No se oyó ni un murmullo».
La afirmación de Coe, quien supuestamente dijo que podía "matar a un cuervo de perfil", motivó una réplica de Hickok que, aunque posiblemente apócrifa, se convirtió en uno de los dichos más conocidos del Oeste: "¿Y ese cuervo tenía revólver? ¿Te disparaba también? Porque yo lo haré".
Como resultado de la muerte de su segundo, Hickok fue sustituido en el cargo poco menos de dos meses después.
Las armas preferidas de Hickok eran un par de Colts .36 Navy Model, de 1851, que llevó hasta el día de su muerte. Eran plateadas con empuñadura de marfil, y tenían grabado la leyenda "J. B. Hickok 1869" (sic). Las pistolas fueron un regalo que le hizo el senador, y futuro vicepresidente de los Estados Unidos, Henry Wilson, de Massachusetts, como recompensa por sus servicios de explorador para una partida de caza. De cualquier modo, Hickok recurría a armas de mayor calibre cuando esperaba algún duelo. Para el tiroteo con Davis Tutt utilizó un par de Colts .44 Dragoon, y en el enfrentamiento con Phil Coe usó otro par de Colts .44 Army, modelo 1860. Siempre llevaba sus armas "del revés", con la empuñadura sobresaliendo hacia delante desde el cinturón o la correa (dependiendo de que vistiese "de calle" o un traje de piel); nunca usó pistoleras propiamente, sacaba el revólver con un giro reverso, como haría un soldado de caballería.
En 1876, un doctor de Kansas City (Misuri) diagnosticó a Hickok un glaucoma y oftalmia, una afección que en aquel tiempo se asociaba con enfermedades de transmisión sexual. Un análisis contemporáneo sugiere que Hickok padeció de tracoma, una enfermedad de la vista generalizada en la época. Al parecer, tanto su puntería como su salud se resintieron durante algún tiempo, y a pesar de que aún podía obtener ciertos beneficios gracias al juego y a esporádicas exhibiciones de puntería, fue detenido en diversas ocasiones por vagabundear. El 5 de marzo de 1876, Hickok se casó con Agnes Tatcher Lake, una propietaria de circo de unos 50 años. Calamity Jane afirmaba en su autobiografía que ella había estado casada con Hickok, y que accedió a divorciarse para permitirle ese matrimonio con la señora Lake. Como muchas otras declaraciones de Jane, esta se considera una exageración cuando no simplemente una mentira. Hickok pronto dejó a su nueva novia para buscar fortuna en los yacimientos de oro de Dakota del Sur. Poco antes de la muerte de Hickok, escribió una carta a su nueva esposa, en la que se lee:

"Querida Agnes, si por alguna razón nunca nos viésemos de nuevo, cuando dispare mi última bala, exhalaré dulcemente el nombre de mi esposa -Agnes- y con los mejores deseos hasta para mis enemigos, me sumergiré y trataré de llegar nadando hasta la otra orilla."

### Muerte

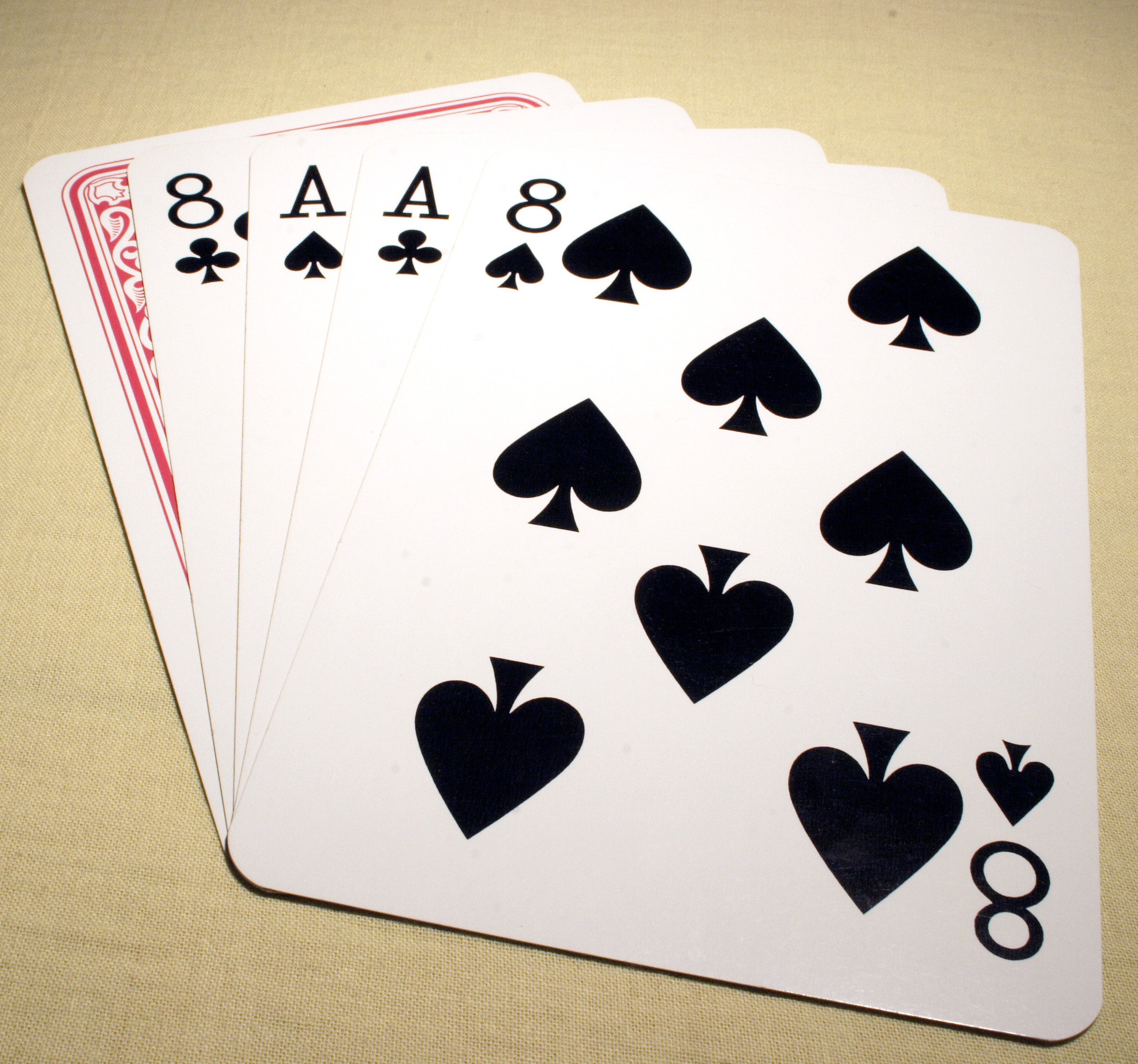
La jugada de Hickok en el momento de morir.

El 2 de agosto de 1876, queriendo jugar una partida de póker en el Nuttal & Mann's, el salón N.º 10 de Deadwood (Dakota del Sur), en las Black Hills, Hickok no encontró un asiento en el rincón de la sala, que era donde habitualmente se sentaba, en previsión de un ataque por la espalda. Por ello "Wild Bill" se sentó de espaldas a una puerta, con otra delante. Esta aparente conducta paranoica estaba justificada: Un antiguo oponente de póker, Jack McCall, entró al poco por la puerta y le descerrajó un tiro con un revólver de calibre .50 en la cabeza. La leyenda dice que en aquel momento Hickok tenía dobles parejas de ochos y ases, mientras que la quinta carta no se conoce o no se había repartido aún. Lo cierto es que esa mano se ha conocido como "la mano del muerto", y desde entonces se asocia a la mala suerte en el juego. 103 años después, el nombre de Hickok se inscribió en el Salón de la Fama del póker.
Las causas del asesinato aún son objeto de discusión. McCall podía haber actuado movido por simple avaricia, o quizás como resultado de una discusión reciente. La teoría más aceptada sugiere que McCall se había sentido insultado por un pequeño regalo que había recibido de Hickok "para el desayuno" después de haber perdido una suma considerable jugando contra él al póker. En el juicio celebrado en Deadwood, de dos horas de duración y con un jurado compuesto por mineros locales y hombres de negocios, McCall afirmó que había actuado movido por venganza, ya que Hickok había asesinado a su hermano. Se le declaró absuelto -quizás por el dudoso marco legal de la ciudad, fronteriza en más de un sentido-, lo que causó una célebre editorial del periódico local, el Pionero de las Montañas Negras: "Si tuviésemos el infortunio de haber matado a un hombre...simplemente deberíamos pedir que nuestro juicio se celebre en alguno de los campamentos mineros de estas colinas".
McCall fue posteriormente detenido tras haber ido fanfarroneando por su acción. El nuevo juicio celebrado no consideró el primer proceso, ya que en aquel tiempo Deadwood no estaba oficialmente reconocida como ciudad incorporada a Estados Unidos y legalmente se levantaba sobre un terreno propiedad de una reserva india. El segundo juicio, celebrado en Yankton (Dakota del Sur) contó con la asistencia de un hermano de Hickok, Lorenzo Butler Hickok, que viajó desde Illinois para seguir el proceso. Lorenzo se entrevistó con McCall después del juicio y no notó ningún arrepentimiento en él. Finalmente, McCall fue juzgado culpable. El periodista Leander Richardson, quien había entrevistado a Hickok poco antes de su asesinato, asistió también a su funeral. En una crónica de abril de 1877 para el Charles Scribner's Sons, Richardson ofrece esta crónica del segundo proceso:
"En el momento en que escribo las últimas líneas de esta breve crónica, me llega noticia de que el asesino de "Wild Bill" ha sido detenido de nuevo por las autoridades de los Estados Unidos, y tras un juicio ha sido sentenciado a muerte por asesinato premeditado. Ahora mismo está en Yankton, D.T. a la espera de su ejecución. Durante el juicio se probó que el asesino fue contratado por jugadores locales que temían que los ciudadanos de bien pudiesen nombrarle responsable de la ley y el orden - un cargo que ya había ocupado anteriormente en el territorio fronterizo de Kansas, y en el que había destacado por su hombría y su valor."
McCall fue colgado el 1 de marzo de 1877 y enterrado en el cementerio católico. Cuando el cementerio se reemplazó, en 1881, se tuvo que exhumar su cuerpo, y se observó que el lazo de soga aún estaba alrededor de su cuello. El asesinato de "Wild Bill" y la captura de Jack McCall se interpretan cada año en el festival de Deadwood.

### Funeral

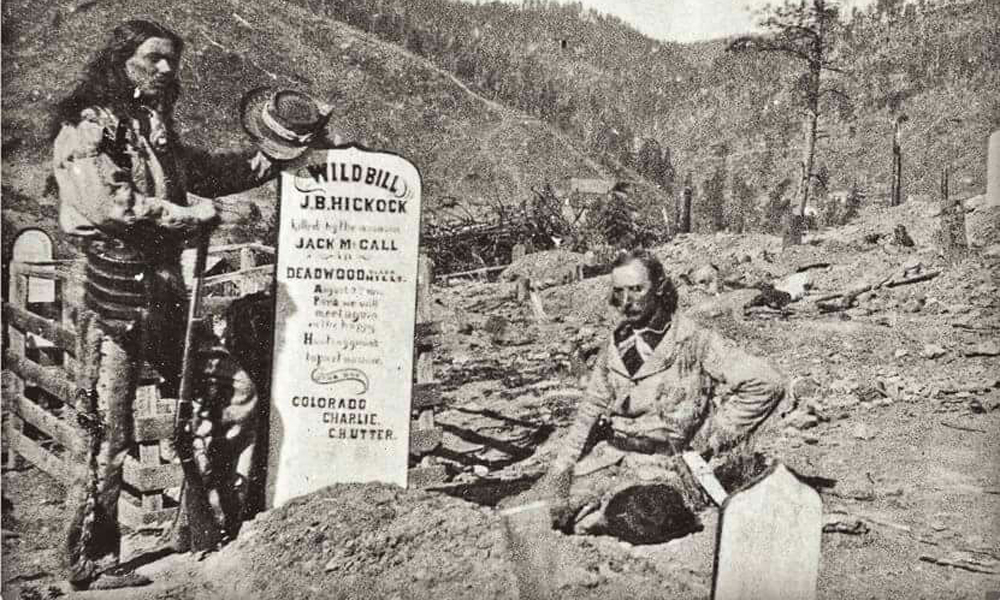
Steve y Charlie Utter ante la tumba de Wild Bill Hickok

Charlie Utter, amigo y compañero de viajes de Hickok, reclamó el cuerpo de Wild Bill y publicó una nota en el periódico local diciendo:
"Ha muerto en Deadwood, en las Montañas Negras, el 2 de agosto de 1876, como consecuencia de un disparo de revólver, J. B. Hickok (Wild Bill), natural de Cheyenne, Wyoming. Las exequias se celebrarán en el Campamento de Charlie Utter, la noche del jueves, 3 de agosto de 1876, a las 3 de la tarde. Todo el que lo desee está respetuosamente invitado a asistir."
Casi toda la ciudad asistió al funeral, y Utter enterró a Hickok bajo una lápida de madera que decía:
"Wild Bill, J. B. Hickok, muerto por el asesino Jack McCall en Deadwood, en las Montañas Negras, el 2 de agosto de 1876. Que nos encontremos de nuevo en el feliz territorio de caza para no separarnos más. Hasta la vista, Colorado Charlie, C. H. Utter".
Hickok fue enterrado inicialmente en el Ingelside, el cementerio original de Deadwood. Sin embargo, este pronto se quedó pequeño y además ocupaba un espacio requerido por la constante llegada de colonos, de modo que todos los cuerpos se trasladaron a la ladera del monte Moria, donde se creó un nuevo cementerio en la década de 1880. Actualmente Hickok descansa en una fosa a 10 pies (unos 3 metros) de profundidad, en el cementerio del monte Moria, rodeado por una verja de hierro y una bandera de Estados Unidos honrando su memoria. Se ha construido también un pequeño monumento. Martha Jane Cannary, más conocida como Calamity Jane, fue enterrada a su lado tal como pedía en su testamento. Potato Creek Johnny, un personaje de Deadwood fallecido poco antes del cambio de siglo, también está enterrado a su lado.

## Wild Bill en las novelas
Resulta difícil separar la verdad histórica de la ficción en un personaje como Hickok, el primer héroe de infinidad de novelas baratas inspiradas en el Oeste, en cierto sentido uno de los primeros héroes del cómic, con la posible competencia de otro de los míticos "hombres de la frontera", Davy Crockett. En las novelas "inspiradas" en Hickok, el personaje presenta un comportamiento heroico que no se reflejó en su vida real. De hecho, la mayoría de las historias sobre Hickok de las que se tiene constancia fueron exageraciones del autor o de él mismo. 
Así, Hickok había declarado haber matado a más de 100 hombres. Ese número resulta bastante improbable, y algunos cálculos recientes cifran la suma total en torno a dos docenas. También solía impresionar a los turistas con fantásticas versiones de sus duelos, normalmente presentándose desarmado y sin manera de escapar. Entonces interrumpía su historia y cuando el forastero, ansioso, le preguntaba qué había pasado, contestaba jovialmente: "Estaba rodeado, ¿qué podía hacer yo? Así que me mataron."
Hickok era un hombre audaz y siempre estaba encantado de pelear a muerte. Era diestro con el rifle, con el revólver y el cuchillo. Cierta historia, que relata cómo luchó cuerpo a cuerpo contra un oso grizzly -que lo confundió con comida por el olor de su ropa de piel- lo representa como un hombre de valor extraordinario. Según "Wild Bill", mató al oso con un cuchillo Bowie tras haber vaciado el cargador contra la bestia. Después le había cortado los testículos y los había guardado en una lata de café. La historia probablemente es otra de esas exageraciones a las que tan aficionados fueron muchos de los pistoleros del Viejo Oeste.
Probablemente la novela que mejor retrata a Hickok, aunque narra una historia ficticia, sea El búfalo blanco, de Richard Sale.

## Hickok en otros medios

### Radio y televisión
- Wild Bill Hickok fue interpretado por Guy Madison en la serie de 1951-58 The Adventures of Wild Bill Hickok.
- El mismo reparto actuó para un serial radiofónico titulado The Adventures of Wild Bill Hickok, desde el 1 de abril de 1951 hasta el 31 de diciembre de 1954, en un total de 271 episodios de media hora.
- Fue interpretado por Lloyd Bridges en un episodio de 1964 de la serie antológica The Great Adventure.
- Fue interpretado por Josh Brolin en la serie The Young Riders (1989-1992).
- Aparece en la serie Legend, de 1995, en el sexto episodio de la primera temporada, titulado "The Life, Death and Life of Wild Bill Hickok". El episodio presenta su muerte basándose en hechos reales, pero sugiere que el uso de un chaleco antibalas le permitió fingir su propia muerte y tener un pacífico retiro.
- Aparece en la serie de HBO Deadwood, donde es interpretado por Keith Carradine.
- Aparece en el telefilme Buffalo Girls (1995), inspirado en la novela homónima de Larry McMurtry, siendo su papel interpretado por Sam Elliott, junto a Anjelica Huston como Calamity Jane. La película presenta brevemente la vida de Hickok como explorador y tahúr, y su muerte se representa según los hechos reales. Sin embargo, la película (al igual que la novela) da crédito a la idea de que Calamity tuvo una hija póstuma de Hickok.
- Sam Shepard le interpretó en la película Purgatory (1999), un telefilme realizado para TNT.

### Cine
Los siguientes actores son algunos de los que han interpretado a Hickok en las numerosas adaptaciones cinematográficas en las que interviene.
- William S. Hart, en Wild Bill Hickok (1923).
- Gary Cooper, en The Plainsman, con Jean Arthur como Calamity Jane, dirigida por Cecil B. DeMille.
- Wild Bill Elliott, en The Great Adventures of Wild Bill Hickok (1938).
- Roy Rogers, en The Young Hickok (1940), dirigida por Joseph Kane.
- Forrest Tucker en El triunfo de Buffalo Bill (1953)
- Howard Keel, en Calamity Jane (1953).
- Tom Brown, en I Killed Wild Bill Hickok (1956).
- Robert Culp, en The Raiders (1963), dirigida por Hershel Daugherty.
- Don Murray, en The Palinsman (1966), versión de la película de Cecil B. de Mille dirigida por David Lowell Rich.
- Jeff Corey, en Little Big Man, protagonizada por Dustin Hoffman.
- Charles Bronson, en The White Buffalo.
- Richard Farnsworth, en The Legend of the Lone Ranger (1981).
- Jeff Bridges, en Wild Bill (1995).
- Sam Shepard, en Purgatorio: camino al infierno (1999).
- Luke Hemsworth, en Hickok (2017), dirigida por Timothy Woodward Jr.
- Jerry Ross en Una Balada Para D'jango (1,972)

### Novelas
- The Memoirs of Wild Bill Hickok, Richard Matheson, ISBN 0-515-11780-3
- Deadwood, Pete Dexter. 1986
- And Not to Yield, Randy Lee Eickoff
- A Breed Apart, Max Evans
- The White Buffalo, Richard Sale
- Little Big Man, Thomas Berger. 1964
- The Return of Little Big Man, Thomas Berger. 1999
- Under the Stars and Bars, J. T. Edson.

### Música
- "Ramblin' Gamblin' Willie", de Bob Dylan
- "The Ace of Spades", de Motörhead
- "Wild Bill Hickok", de Colter Wall.